# تاد دی
تاد دی (انگلیسی: Todd Day؛ زاده ۷ ژانویهٔ ۱۹۷۰) یک ورزشکار اهل ایالات متحده آمریکا است.